# テンバ・ドラミニ
アブサロム・テンバ・ドラミニ（英: Absalom Themba Dlamini、1950年12月1日 - ）は、スワジランドの政治家。2003年11月から2008年9月にかけて、同国の首相を務めた。王室が所有するティビヨ・タカングワネ社の専務理事も務める。